# Jean-Louis Lacaille
Pour les articles homonymes, voir Lacaille.
Jean-Louis Lacaille (né le 11 février 1984 à Mulhouse) est un patineur artistique français. Sa partenaire en couple est Coralie Zielinski avec laquelle il patine depuis 2000. Ils ont remporté le titre de champion de France Novice en 2002.

## Biographie

### Carrière sportive
Il a commencé la discipline couple artistique en 2000 et en 2003, il commence les couples avec Coralie Zielinski. Pour leur premier championnat de France surclassé en Junior ils terminent 4e. C’est en 2002 qu’ils remportent le titre de champion de France novice à Colombes.
En 2003 il décide avec sa partenaire de suivre leur entraîneur Sabine Fuchs en Suisse, à Zoug. Cette même année ils montent sur la plus haute marche du podium lors des championnats suisses. Après une saison en Suisse, l'entraîneur Stanislas Léonovitch (longtemps l’entraîneur du couple français Sarah Abitbol—Stéphane Bernadis), décide de les prendre sous son aile. Membres de l’équipe de France en 2004, ils finissent sur la deuxième marche du podium aux championnats de France Junior à Villenave-d'Ornon,.
Ils participent au Grand Prix de Courchevel, où ils terminent 6e.
A Rennes pour les Championnats de France Elite 2005, ils obtiennent la deuxième place derrière Yannick Bonheur et Marylin Pla. Le couple est classé 26e au rang mondial.
Ils remportent la première place aux championnats de France Junior 2005.
Jean-Louis Lacaille arrête sa carrière fin 2005.

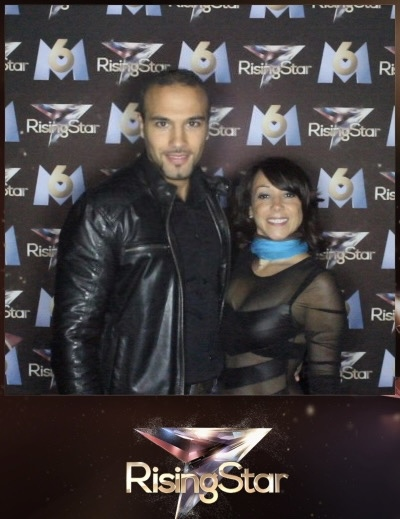
Sarah Abitbol et Jean-Louis Lacaille Rising Star 2014

### Reconversion

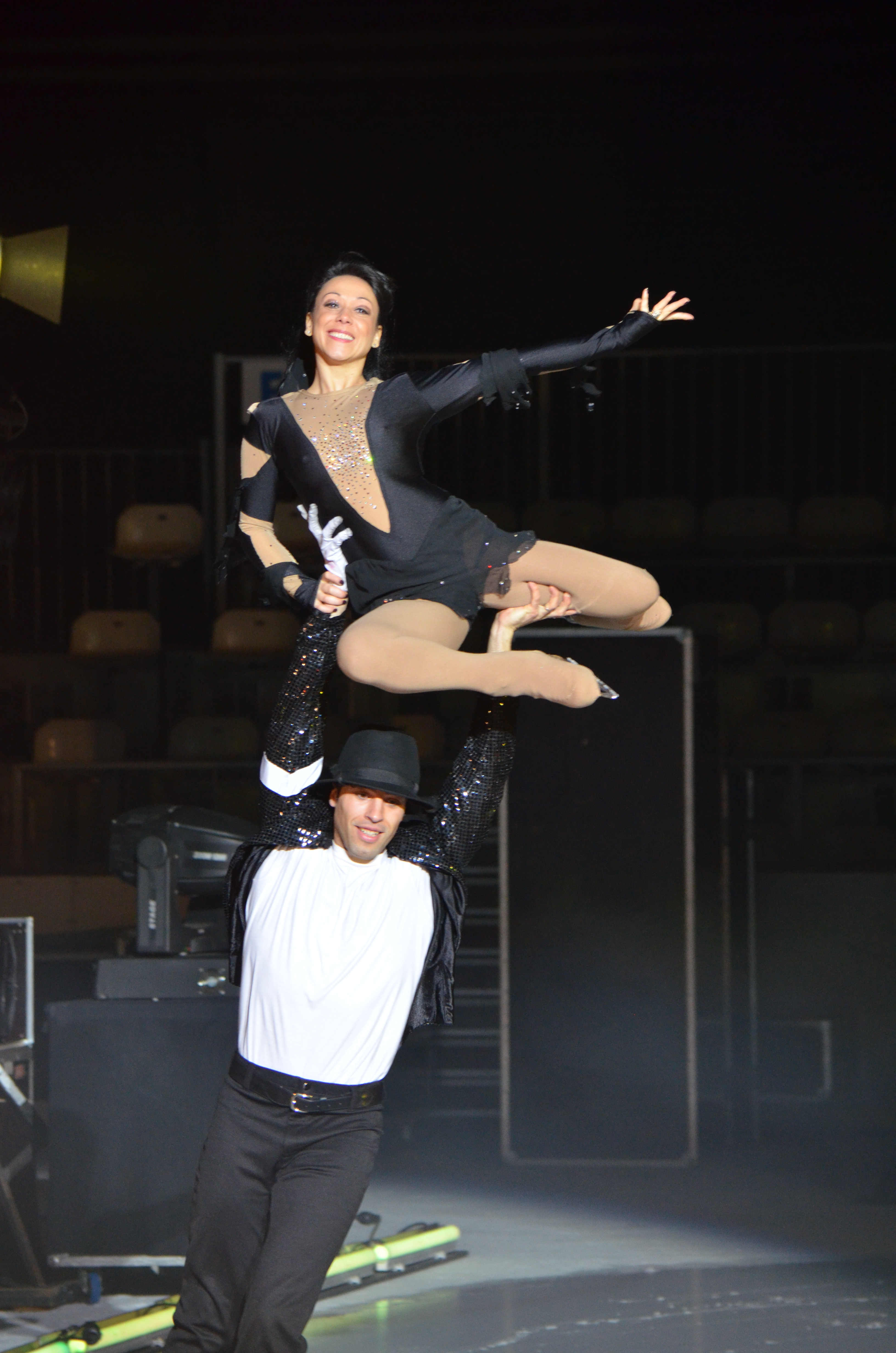
Jean-Louis Lacaille et Sarah Abitbol dans le spectacle Rêves de Glace 2012.

En 2006, il intègre la troupe de Sarah Abitbol « Rêves de Glace » qui réalise des spectacles sur glace à travers la France ; il en devient le directeur adjoint. Jusqu’en 2010 la troupe effectue uniquement des spectacles sur des patinoires extérieures, puis elle travaille en intériur avec la société IMSOS.
En décembre 2013 il participe à l'émission Ice Show sur M6 dans l'équipe de son épouse Sarah Abitbol. Cette équipe est composée de Norbert Tarayre en duo avec Patty Petrus et Clara Morgane en duo avec Jean-Louis Lacaille. La chorégraphe de cette équipe est Sophie Ruggeri. L'équipe remporte l'émission.
Parallèlement, il est conseiller en investissement financier depuis 2006 en France puis aux États-Unis ; il travaille actuellement dans la société américaine Azur Equities.

### Vie privée
En 2009, Jean-Louis Lacaille a épousé Sarah Abitbol à la mairie du 12e arrondissement de Paris. Ils ont une fille, Stella, en 2011.
Le couple divorce en 2025. Jean-louis Lacaille vit toujours aux États-Unis avec sa fille.

## Palmarès
| Compétition                      | 2002    | 2003    | 2004    | 2005    |
| Championnats de France Novice    | 1er     |         |         |         |
| Championnats de France Junior    | 4e      |         | 2e      | 1er     |
| Championnats de France Elite     |         |         |         | 2e      |
| Championnats de Suisse           |         | 1er     |         |         |
| Masters                          |         |         |         | 1er     |
|                                  |         |         |         |         |
| Grand Prix ISU JUNIOR            | 2001/02 | 2002/03 | 2003/04 | 2004/05 |
| Grand Prix Triglav Trophy Junior |         |         | 6e      |         |
| Grand Prix de Courchevel Junior  |         |         | 6e      |         |